# Prêmio William B. Coley
O Prêmio William B. Coley (em inglês:  William B. Coley Award for Distinguished Research in Basic and Tumor Immunology) é uma condecoração do Cancer Research Institute em Nova Iorque. É concedido por trabalho de destaque nas áreas da pesquisa de base em imunologia do câncer.
O prêmio, dotado com 5000 dólares (situação em 2011), é concedido em memória de William Bradley Coley, fundador da imunoterapia do câncer e pai da fundadora do Cancer Research Institute, Helen Coley Nauts. No ano de sua primeira concessão (1975) foram laureadas 16 personalidades, reconhecidas como iniciadoras da imunologia do câncer.

## Recipientes
- 1975: Garry Abelev, Edward Boyse, Edgar J. Foley, Robert Alan Good, Peter Alfred Gorer (póstumo), Ludwik Gross, Gertrude Henle, Werner Henle, Robert Huebner, Edmund Klein, Eva Klein, George Klein, Donald Morton, Lloyd John Old, Richmond T. Prehn, Hans O. Sjogren
- 1978: Howard B. Andervont, Jacob Furth, Earl L. Green, Margaret C. Green, Walter E. Heston, Clarence Cook Little, George Davis Snell (Nobel de Fisiologia ou Medicina 1980), Leonell C. Strong
- 1979: Yuang-yun Chu, Zongtang Sun, Zhao-you Tang
- 1983: Richard Keve Gershon
- 1987: Thierry Boon, Rolf Zinkernagel (Nobel de Fisiologia ou Medicina 1996)
- 1989: Howard Grey, Alain Townsend, Emil Unanue
- 1993: Pamela Bjorkman, John Kappler, Philippa Marrack, Alvaro Morales, Jack Leonard Strominger, Don Craig Wiley
- 1995: Ferdy J. Lejeune, Malcolm A. S. Moore, Timothy Springer
- 1996: Giorgio Trinchieri
- 1997: Robert L. Coffman, Tim Mosmann, Stuart Franklin Schlossman
- 1998: Klas Kärre, Lorenzo Moretta, Ralph Steinman (Nobel de Fisiologia ou Medicina 2011)
- 1999: James Edwin Darnell, Ian M. Kerr, Richard Lerner, George Robert Stark, Gregory Winter
- 2000: Mark Morris Davis, Michael Pfreundschuh
- 2001: Robert D. Schreiber
- 2002: Lewis L. Lanier, David H. Raulet, Mark J. Smyth
- 2003: Jules Hoffmann (Nobel de Fisiologia ou Medicina 2011), Charles Janeway, Bruno Lemaitre, Ruslan Medzhitov
- 2004: Shimon Sakaguchi, Ethan Shevach
- 2005: James Patrick Allison
- 2006: Shizuo Akira, Bruce Beutler (Nobel de Fisiologia ou Medicina 2011), Ian H. Frazer, Harald zur Hausen (Nobel de Fisiologia ou Medicina 2008)
- 2007: Jeffrey Ravetch
- 2008: Michael J. Bevan
- 2009: Cornelis J. M. Melief, Frederick Alt, Klaus Rajewsky
- 2010: Haruo Ohtani, Wolf Hervé Fridman, Jérôme Galon
- 2011: Philip D. Greenberg, Steven Rosenberg
- 2012:
  - William B. Coley Award for Distinguished Research in Basic Immunology: Richard Flavell, Laurie H. Glimcher, Kenneth M. Murphy
  - William B. Coley Award for Distinguished Research in Tumor Immunology: Carl H. June, Michel Sadelain
- 2013: Michael Karin
- 2014: Tasuku Honjo, Lieping Chen, Arlene Sharpe, Gordon J. Freeman[2]
- 2015: Glenn Dranoff, Alexander Rudensky[3]